# Polyrhachis metella
Polyrhachis metella é uma espécie de formiga do gênero Polyrhachis, pertencente à subfamília Formicinae.